# ألكسندرا دولغيرو
ألكسندرا دولغيرو (بالرومانية: Alexandra Dulgheru)‏ مواليد 30 مايو 1989 في بوخارست، هي لاعبة كرة مضرب رومانية بدأت مسيرتها كمحترفة سنة 2005 تلعب باليد اليمنى وتحتل حالياً المرتبة رقم. 54 (8 فبراير 2016) في تصنيف رابطة محترفات كرة المضرب. أعلى تصنيف لها في الفردي كان المركز الـ 26 في سنة 2011.

## الخط الزمني للزوجي
مفتاح
| ف | ن | ن.ن | ر.ن | د# | د.م | ل | أ.أ | ت | غ | ب | ف | ذ | م.خ | ل.ت |

(ف) فاز بالبطولة (ن) وصل النهائي (ن.ن) نصف النهائي (ر.ن) ربع النهائي (د#) الأدوار الأربعة الأولى (د.م) دور المجموعات (ل) شارك في كأس ديفيز (أ.أ) خرج من الأدوار الاولى (ت) خسر التصفيات التأهيلية (غ) غاب عن الحدث أو البطولة (ب) حصل على ميدالية برونزية (ف) حصل على ميدالية فضية (ذ) حصل على ميدالية ذهبية (م.خ) بطولة الماسترز خُفضت إلى مرتبة أقل (ل.ت) البطولة لم تعقد في السنة المعينة.
لتجنب الارتباك وازدواجية الحساب، يتم تحديث هذه المعلومات إما في نهاية البطولة، أو عندما تكون مشاركة اللاعب في البطولة قد انتهت.
| دورات الجراند سلام |     |     |     |     |     |     |     |      |
| أستراليا المفتوحة  |     | د1  | د3  | د2  | غ   | غ   | غ   | 3–3  |
| فرنسا المفتوحة     |     | د2  | د3  | غ   | غ   | غ   | د2  | 4–3  |
| بطولة ويمبلدون     |     | د1  | غ   | غ   | غ   | غ   | د1  | 0–2  |
| أمريكا المفتوحة    | د1  | د3  | د1  | غ   | د1  | غ   |     | 2–4  |
| فوز-خسارة          | 0–1 | 3–4 | 4–3 | 1–1 | 0–1 | 0-0 | 1-1 | 9–11 |

## روابط خارجية
- ألكسندرا دولغيرو على موقع رابطة محترفات التنس (الإنجليزية)
- ألكسندرا دولغيرو على موقع الاتحاد الدولي لكرة المضرب (الإنجليزية)
- ألكسندرا دولغيرو على موقع كأس بيلي جين كينغ (الإنجليزية)
- ألكسندرا دولغيرو على موقع خلاصة التنس.كوم (الإنجليزية)
- ألكسندرا دولغيرو على موقع إي إس بي إن.كوم (الإنجليزية)